# Bologna Football Club 1989-1990
Questa voce raccoglie le informazioni riguardanti il Bologna Football Club nelle competizioni ufficiali della stagione 1989-1990.

## Stagione
Il Bologna nella stagione 1989-1990 partecipa al campionato di Serie A, classificandosi all'ottavo posto con 34 punti. Per la terza stagione di fila è allenato da Luigi Maifredi, nella prima ha ottenuto la promozione dalla Serie B, nella seconda stagione ha ottenuto il 14º posto nella massima serie, in questa annata ha centrato l'ottava piazza, raccogliendo 18 punti nel girone di andata e 16 punti nel girone discendente, con l'ottava posizione a 34 punti ha anche ottenuto l'ultimo posto disponibile per la qualificazione alla Coppa UEFA 1990-1991. Ha cambiato i tre stranieri a disposizione, ingaggiando dal Vitocha il difensore bulgaro Nikolaj Iliev, il centrocampista brasiliano Geovani dal Vasco de Gama e l'attaccante tedesco Herbert Waas arrivato a ottobre dal Bayer Leverkusen. Ma il miglior realizzatore della stagione del Bologna è stato Bruno Giordano arrivato anche lui in estate dall'Ascoli, con un bottino di 9 reti. Dal campionato è arrivato il secondo scudetto per il Napoli di Maradona, vinto davanti al Milan.
Nella Coppa Italia dopo i primi due turni eliminatori, nei quali ha eliminato la Triestina (2-0 in casa) e la Lazio (1-2) in trasferta dopo i tempi supplementari, si ferma nel successivo girone B di qualificazione a tre squadre, che porta alle semifinali, secondo dietro al Napoli e davanti alla Fiorentina.

## Divise e sponsor

Il mediano bolognese Massimo Bonini (a sinistra) con indosso la seconda divisa bianca, alle prese col veronese Calisti, nella trasferta di campionato del 18 marzo 1990

Lo sponsor della stagione è Mercatone Uno e lo sponsor tecnico Uhlsport.
| Casa | Trasferta | 1ª portiere | 2ª portiere |

## Organigramma societario
Area direttiva
- Presidente: Luigi Corioni
- Segretario: Stefano Osti

Area tecnica
- Allenatore: Luigi Maifredi
- Allenatore in seconsa: Gino Pivatelli
- Preparatore atletico: Eugenio Bergamaschi

Area sanitaria
- Medico sociale: dott. Gianni Nanni
- Massaggiatore: Domenico Spadoni

## Rosa

Il neoacquisto Antonio Cabrini (a destra) alle prese col cesenate Đukić nel derby emiliano-romagnolo del 28 gennaio 1990

| N. |                     | Ruolo | Calciatore              |
| -- | ------------------- | ----- | ----------------------- |
|    | Italia (bandiera)   | P     | Nello Cusin             |
|    | Italia (bandiera)   | P     | Roberto Sorrentino      |
|    | Italia (bandiera)   | D     | Gianluca Luppi          |
|    | Italia (bandiera)   | D     | Antonio Cabrini         |
|    | Italia (bandiera)   | D     | Renato Villa (capitano) |
|    | Bulgaria (bandiera) | D     | Nikolaj Iliev           |
|    | Italia (bandiera)   | D     | Marco De Marchi         |
|    | Italia (bandiera)   | D     | Nicola Marangon         |
|    | Italia (bandiera)   | D     | Luca Villa              |
|    | Italia (bandiera)   | C     | Fabio Poli              |
|    | Brasile (bandiera)  | C     | Geovani Silva           |
|    | Italia (bandiera)   | C     | Ivano Bonetti           |

| N. |                           | Ruolo | Calciatore        |
| -- | ------------------------- | ----- | ----------------- |
|    | Italia (bandiera)         | C     | Carlo Troscè      |
|    | Italia (bandiera)         | C     | Romano Galvani    |
|    | San Marino (bandiera)     | C     | Massimo Bonini    |
|    | Italia (bandiera)         | C     | Paolo Stringara   |
|    | Italia (bandiera)         | C     | Eraldo Pecci      |
|    | Italia (bandiera)         | C     | Massimo Giannelli |
|    | Italia (bandiera)         | C     | Giuseppe Campione |
|    | Italia (bandiera)         | A     | Bruno Giordano    |
|    | Germania Ovest (bandiera) | A     | Herbert Waas      |
|    | Italia (bandiera)         | A     | Lorenzo Marronaro |
|    | Italia (bandiera)         | A     | Danilo Neri       |
|    | Italia (bandiera)         | A     | Giuseppe Lorenzo  |

## Risultati

### Serie A

#### Girone di andata
| Arbitro: | Coppetelli (Tivoli) |

|              |           |             |
| Marocchi 13’ | Marcatori | 40’ F. Poli |

| Arbitro: | Lo Bello (Siracusa) |

|                             |           |                              |
| B. Giordano 28’, 57’ (rig.) | Marcatori | 38’ Klinsmann 67’ Mandorlini |

| Arbitro: | Pezzella (Frattamaggiore) |

|                |           |              |
| A. Orlando 18’ | Marcatori | 89’ R. Villa |

| Arbitro: | Amendolia (Messina) |

|                                       |           |                    |
| G. Lorenzo 34’ Bonini 73’ F. Poli 79’ | Marcatori | 82’ Nestor Lorenzo |

| Cesena 17 settembre 1989 5ª giornata | Cesena           | 0 – 0 referto | Bologna | Stadio Dino Manuzzi\| Arbitro: \| Lanese (Messina) \| |
| Arbitro:                             | Lanese (Messina) |               |         |                                                       |

| Arbitro: | Longhi (Roma) |

|              |           |  |
| R. Villa 84’ | Marcatori |  |

| Arbitro: | Pezzella (Frattamaggiore) |

|                        |           |            |
| B. Giordano 58’ (rig.) | Marcatori | 11’ Limpar |

| Arbitro: | Beschin (Legnago) |

|               |           |                |
| Cvetkovic 47’ | Marcatori | 74’ I. Bonetti |

| Arbitro: | Pairetto (Torino) |

|                                         |           |  |
| Di Canio 53’ Rubén Sosa 79’, 85’ (rig.) | Marcatori |  |

| Bologna 29 ottobre 1989 10ª giornata | Bologna             | 0 – 0 referto | Atalanta | Stadio Renato Dall'Ara\| Arbitro: \| Amendolia (Messina) \| |
| Arbitro:                             | Amendolia (Messina) |               |          |                                                             |

| Arbitro: | F. Baldas (Trieste) |

|  |           |             |
|  | Marcatori | 78’ Geovani |

| Arbitro: | Stafoggia (Pesaro) |

|               |           |  |
| Marronaro 57’ | Marcatori |  |

| Arbitro: | Lo Bello (Siracusa) |

|                                        |           |  |
| Dossena 57’ A. Lombardo 66’ Vialli 71’ | Marcatori |  |

| Arbitro: | Amendolia (Messina) |

|              |           |  |
| Donadoni 65’ | Marcatori |  |

| Arbitro: | Trentalange (Torino) |

|                            |           |              |
| B. Giordano 44’ Bonini 73’ | Marcatori | 78’ Pasculli |

| Arbitro: | Luci (Firenze) |

|                      |           |  |
| Careca 3’ Baroni 76’ | Marcatori |  |

| Arbitro: | D'Elia (Salerno) |

|                 |           |                |
| Nela 51’ (aut.) | Marcatori | 89’ Rizzitelli |

#### Girone di ritorno
| Arbitro: | Lanese (Bologna) |

|          |           |                       |
| Waas 28’ | Marcatori | 56’ (aut.) I. Bonetti |

| Arbitro: | Agnolin (Bassano del Grappa) |

|                                       |           |  |
| Matthaus 4’ (rig.), 14’ Klinsmann 16’ | Marcatori |  |

| Bologna 17 gennaio 1990 20ª giornata | Bologna           | 0 – 0 referto | Udinese | Stadio Renato Dall'Ara\| Arbitro: \| Dal Forno (Ivrea) \| |
| Arbitro:                             | Dal Forno (Ivrea) |               |         |                                                           |

| Bari 21 gennaio 1990 21ª giornata | Bari                | 0 – 0 referto | Bologna | Stadio della Vittoria\| Arbitro: \| Ceccarini (Livorno) \| |
| Arbitro:                          | Ceccarini (Livorno) |               |         |                                                            |

| Arbitro: | Longhi (Roma) |

|               |           |  |
| De Marchi 28’ | Marcatori |  |

| Genova 4 febbraio 1990 23ª giornata | Genoa                | 0 – 0 referto | Bologna | Stadio Luigi Ferraris\| Arbitro: \| Trentalange (Torino) \| |
| Arbitro:                            | Trentalange (Torino) |               |         |                                                             |

| Arbitro: | Pairetto (Torino) |

|                                 |           |          |
| Dezotti 16’ (rig.) Piccioni 28’ | Marcatori | 79’ Waas |

| Arbitro: | Di Cola (Avezzano) |

|                                  |           |                    |
| Marronaro 57’ Geovani 65’ (rig.) | Marcatori | 6’ W.J. Casagrande |

| Arbitro: | Nicchi (Arezzo) |

|                        |           |            |
| B. Giordano 26’ (rig.) | Marcatori | 40’ G. Pin |

| Bergamo 4 marzo 1990 27ª giornata | Atalanta          | 0 – 0 referto | Bologna | Stadio Comunale\| Arbitro: \| Dal Forno (Ivrea) \| |
| Arbitro:                          | Dal Forno (Ivrea) |               |         |                                                    |

| Arbitro: | Coppetelli (Tivoli) |

|                 |           |  |
| B. Giordano 55’ | Marcatori |  |

| Arbitro: | Amendolia (Messina) |

|                                   |           |                         |
| Gritti 39’, 76’ D. Pellegrini 46’ | Marcatori | 43’ Waas 60’ I. Bonetti |

| Arbitro: | Trentalange (Torino) |

|                 |           |  |
| B. Giordano 48’ | Marcatori |  |

| Bologna 8 aprile 1990 31ª giornata | Bologna          | 0 – 0 referto | Milan | Stadio Renato Dall'Ara\| Arbitro: \| Lanese (Messina) \| |
| Arbitro:                           | Lanese (Messina) |               |       |                                                          |

| Arbitro: | Pairetto (Torino) |

|                   |           |  |
| Vincze 25’ (rig.) | Marcatori |  |

| Arbitro: | Longhi (Roma) |

|                         |           |                                               |
| De Marchi 47’ Iliev 90’ | Marcatori | 3’ Careca 9’ Maradona 15’ Francini 85’ Alemão |

| Arbitro: | Stafoggia (Pesaro) |

|                        |           |                     |
| Völler 5’ Giannini 20’ | Marcatori | 3’ Galvani 48’ Waas |

### Coppa Italia

#### Fase eliminatoria
| Arbitro: | Stafoggia (Pesaro) |

|                           |           |  |
| B. Giordano 35’ Luppi 65’ | Marcatori |  |

| Arbitro: | D'Elia (Salerno) |

|               |           |                               |
| Amarildo 107’ | Marcatori | 91’ B. Giordano 97’ Marronaro |

#### Fase a gironi - Girone B
| Arbitro: | Magni (Bergamo) |

|                                           |           |                             |
| Geovani 30’ (rig.) Waas 53’ Stringara 58’ | Marcatori | 14’ Battistini 62’ Dertycia |

| Arbitro: | Baldas (Trieste) |

|                         |           |  |
| Francini 10’ Alemão 38’ | Marcatori |  |

## Statistiche

### Statistiche di squadra
| Competizione | Punti | In casa | In casa | In casa | In casa | In casa | In casa | In trasferta | In trasferta | In trasferta | In trasferta | In trasferta | In trasferta | Totale | Totale | Totale | Totale | Totale | Totale | DR |
| Competizione | Punti | G       | V       | N       | P       | Gf      | Gs      | G            | V            | N            | P            | Gf           | Gs           | G      | V      | N      | P      | Gf     | Gs     | DR |
| ------------ | ----- | ------- | ------- | ------- | ------- | ------- | ------- | ------------ | ------------ | ------------ | ------------ | ------------ | ------------ | ------ | ------ | ------ | ------ | ------ | ------ | -- |
| Serie A      | 34    | 17      | 8       | 8       | 1       | 20      | 13      | 17           | 1            | 8            | 8            | 9            | 23           | 34     | 9      | 16     | 9      | 29     | 36     | -7 |
| Coppa Italia | -     | 2       | 2       | 0       | 0       | 5       | 2       | 2            | 1            | 0            | 1            | 2            | 3            | 4      | 3      | 0      | 1      | 7      | 5      | +2 |
| Totale       | -     | 19      | 10      | 8       | 1       | 25      | 15      | 19           | 2            | 8            | 9            | 11           | 26           | 38     | 12     | 16     | 10     | 36     | 41     | -5 |

### Statistiche dei giocatori
| Giocatore       | Serie A  | Serie A | Serie A     | Serie A    | Coppa Italia | Coppa Italia | Coppa Italia | Coppa Italia | Totale   | Totale | Totale      | Totale     |
| Giocatore       | Presenze | Reti    | Ammonizioni | Espulsioni | Presenze     | Reti         | Ammonizioni  | Espulsioni   | Presenze | Reti   | Ammonizioni | Espulsioni |
| --------------- | -------- | ------- | ----------- | ---------- | ------------ | ------------ | ------------ | ------------ | -------- | ------ | ----------- | ---------- |
| I. Bonetti (II) | 31       | 2       | ?           | ?          | ?            | ?            | ?            | ?            | 31+      | 2+     | ?           | ?          |
| M. Bonini       | 30       | 2       | ?           | ?          | ?            | ?            | ?            | ?            | 30+      | 2+     | ?           | ?          |
| A. Cabrini      | 32       | 0       | ?           | ?          | ?            | ?            | ?            | ?            | 32+      | 0+     | ?           | ?          |
| N. Cusin        | 31       | -34     | ?           | ?          | ?            | ?            | ?            | ?            | 31+      | -34+   | ?           | ?          |
| M. De Marchi    | 26       | 2       | ?           | ?          | ?            | ?            | ?            | ?            | 26+      | 2+     | ?           | ?          |
| R. Galvani      | 27       | 1       | ?           | ?          | ?            | ?            | ?            | ?            | 27+      | 1+     | ?           | ?          |
| Geovani         | 27       | 2       | ?           | ?          | ?            | ?            | ?            | ?            | 27+      | 2+     | ?           | ?          |
| M. Giannelli    | 2        | 0       | ?           | ?          | ?            | ?            | ?            | ?            | 2+       | 0+     | ?           | ?          |
| B. Giordano     | 33       | 7       | ?           | ?          | ?            | ?            | ?            | ?            | 33+      | 7+     | ?           | ?          |
| N. Iliev        | 23       | 1       | ?           | ?          | ?            | ?            | ?            | ?            | 23+      | 1+     | ?           | ?          |
| G. Lorenzo      | 5        | 1       | ?           | ?          | ?            | ?            | ?            | ?            | 5+       | 1+     | ?           | ?          |
| G. Luppi        | 32       | 0       | ?           | ?          | ?            | ?            | ?            | ?            | 32+      | 0+     | ?           | ?          |
| N. Marangon     | 3        | 0       | ?           | ?          | ?            | ?            | ?            | ?            | 3+       | 0+     | ?           | ?          |
| L. Marronaro    | 23       | 2       | ?           | ?          | ?            | ?            | ?            | ?            | 23+      | 2+     | ?           | ?          |
| D. Neri         | 1        | 0       | ?           | ?          | ?            | ?            | ?            | ?            | 1+       | 0+     | ?           | ?          |
| E. Pecci        | 2        | 0       | ?           | ?          | ?            | ?            | ?            | ?            | 2+       | 0+     | ?           | ?          |
| F. Poli         | 12       | 2       | ?           | ?          | ?            | ?            | ?            | ?            | 12+      | 2+     | ?           | ?          |
| R. Sorrentino   | 3        | -2      | ?           | ?          | ?            | ?            | ?            | ?            | 3+       | -2+    | ?           | ?          |
| P. Stringara    | 31       | 0       | ?           | ?          | ?            | ?            | ?            | ?            | 31+      | 0+     | ?           | ?          |
| C. Troscè       | 4        | 0       | ?           | ?          | ?            | ?            | ?            | ?            | 4+       | 0+     | ?           | ?          |
| L. Villa        | 2        | 0       | ?           | ?          | ?            | ?            | ?            | ?            | 2+       | 0+     | ?           | ?          |
| R. Villa        | 32       | 2       | ?           | ?          | ?            | ?            | ?            | ?            | 32+      | 2+     | ?           | ?          |
| H. Waas         | 20       | 4       | ?           | ?          | ?            | ?            | ?            | ?            | 20+      | 4+     | ?           | ?          |